# Dipylon-Maler
Der Dipylon-Maler war ein attisch-spätgeometrischer Vasenmaler und vielleicht auch Töpfer.

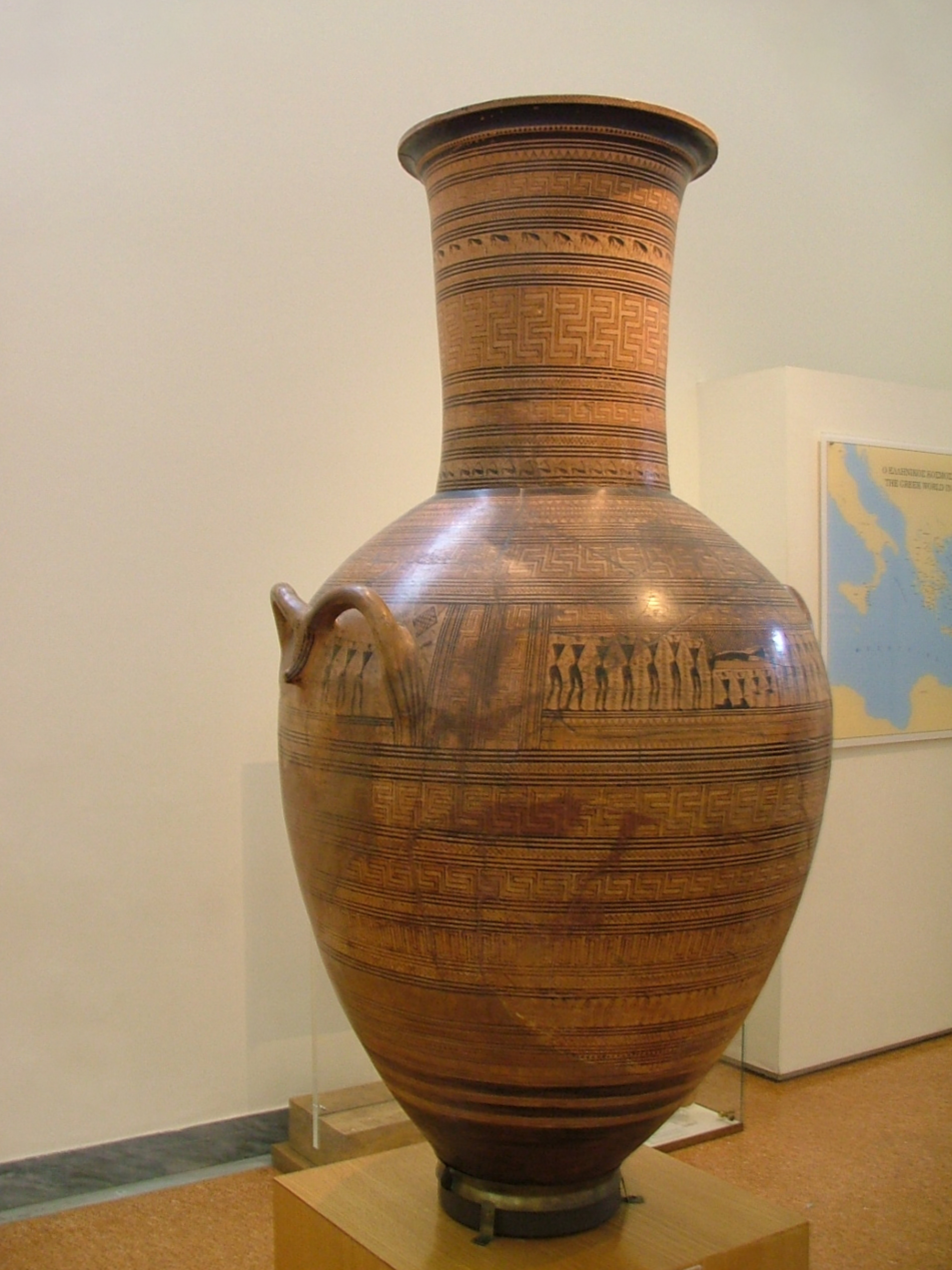
Sogenannte Dipylon-Amphora

Der Dipylon-Maler gilt als einer der bedeutendsten geometrischen Vasenmaler und stand einer Werkstatt vor (Dipylon-Werkstatt). Er gilt als der Erfinder des Stils, der in der Klassischen Archäologie als spätgeometrisch bezeichnet wird. Seine Werke werden in den Zeitraum zwischen 760 und 750 v. Chr. datiert. Seinen Notnamen erhielt der unbekannte Künstler nach einer mit 1,62 Meter sehr hohen Grabamphora (Dipylon-Amphora), die im Dipylon Friedhof gefunden wurde. Der Dipylon Friedhof befindet sich im Gebiet des heutigen Eleftheria Platzes etwa 300 Meter nordöstlich des Kerameikos in Athen. Im späten 19. Jahrhundert benannten seine Ausgräber in diesem Bereich gefundenen Gräber und die dazugehörigen geometrischen Grabgefäße nach dem damals nächsten bekannten Tor, dem Dipylon-Tor des Kerameikos.

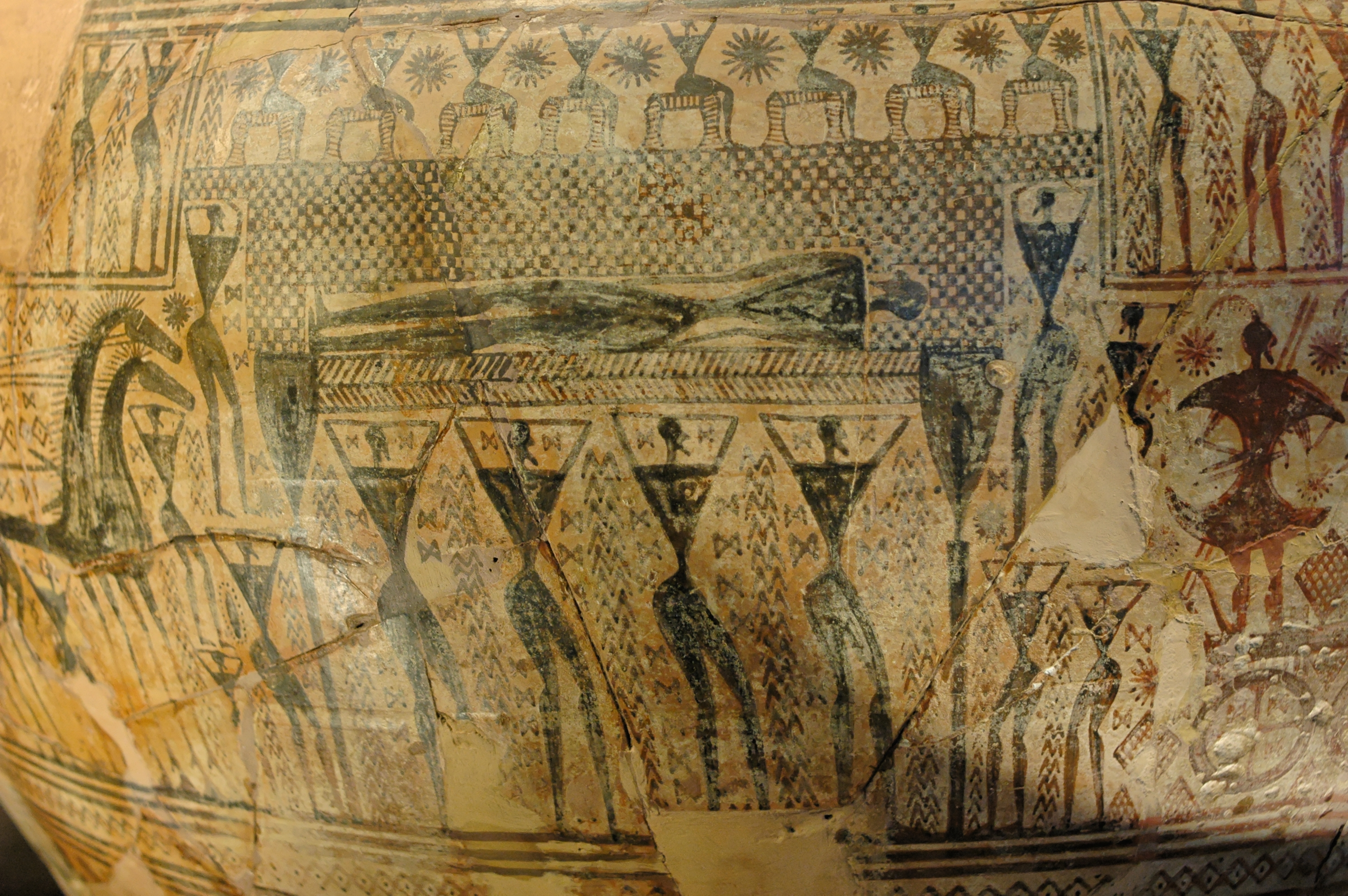
Prothesis auf einem Krater im Louvre

Der Dipylon-Maler stellte als erster Künstler des geometrischen Stils den Hauptfries der Vasen in ein gerahmtes Feld, das zwischen den Henkeln platziert wurde. Das Hauptthema wurde figürlich gestaltet, was eine Unterscheidung verschiedener Künstler möglich machte. Der Dipylon-Maler ist damit einer der frühesten identifizierbaren Künstler überhaupt. Seine Figuren sind größer und schlanker als die Figuren der mittelgeometrischen Zeit. Von besonderer Qualität sind seine Ornamente, die Hals und Körper der Vasen bedecken. Er scheint den Doppelmäander erfunden zu haben, der erstmals auf seinen Vasen Verwendung fand. Zudem führte er die Verwendung von zwei Tierfriesen am Hals seiner Amphoren ein. Sie sind orientalischen Vorbildern entliehen und imitieren möglicherweise Goldbänder.

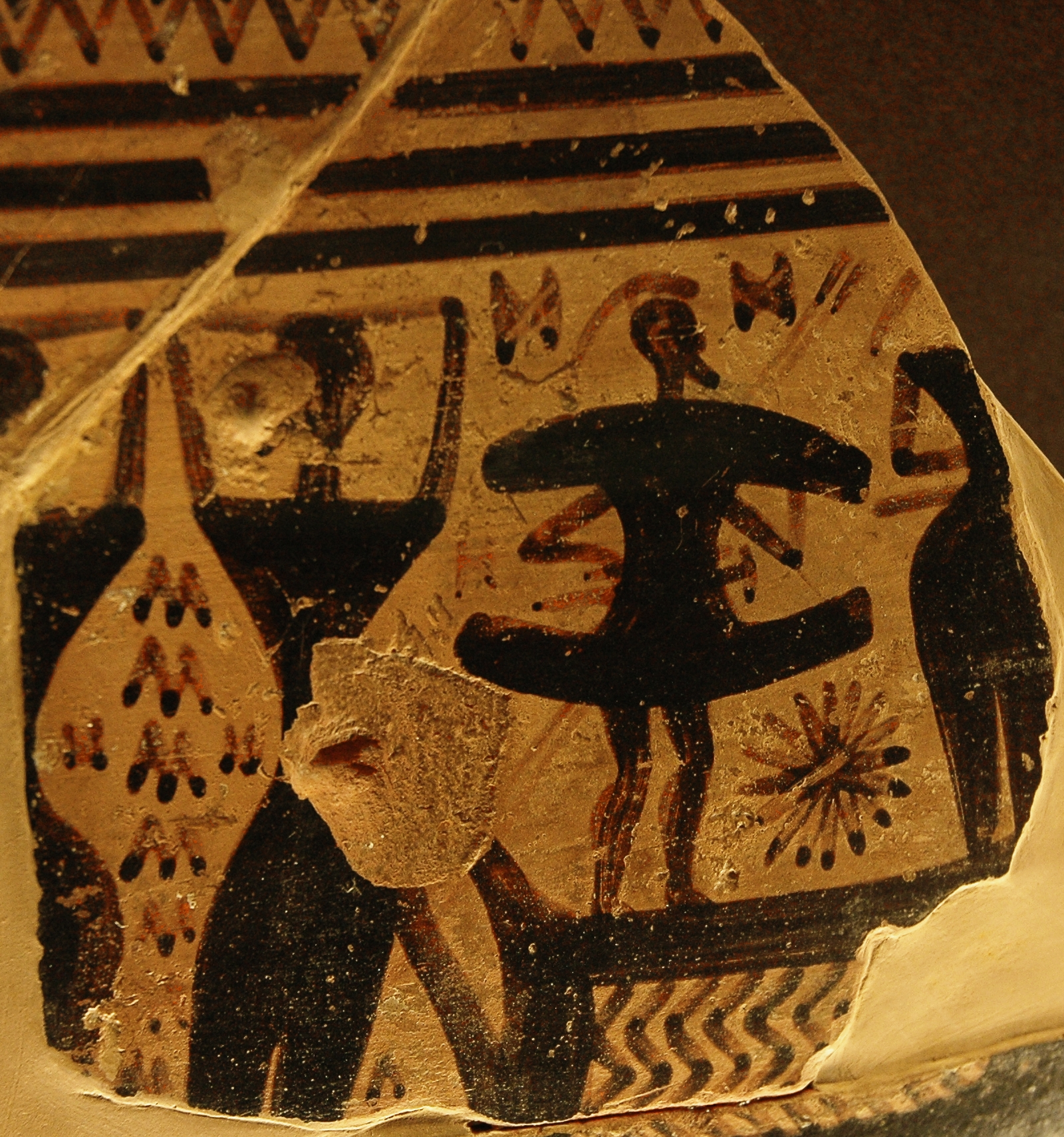
Ekphora. Fragment eines Kraters im Louvre

Die Werkstatt war auf die Herstellung monumentaler Amphoren für Frauen- und Kratere für Männergräber spezialisiert. In der Dipylon-Werkstatt wurden erstmals große Kannen und Oinochoen produziert. Zudem produzierte man in der Werkstatt einige der letzten Bauchhenkelamphoren. Einige seiner Vasen wurden mit bis zu 100 Figuren verziert. Die meisten Vasen zeigen die Prothesis (Aufbahrung der Toten), selten die Ekphora (Prozession zum Grab). Außerdem wurden Krieger- und Wagenprozessionen sowie Land- und Seeschlachten dargestellt. Die gegnerischen Parteien sind anhand ihrer Schilde zu unterscheiden. Die Kontrahenten tragen rechteckige Schilde, Dipylon-Schilde oder sind Schildlos. Dies sind zwar keine neuen Motive, jedoch werden sie vom Dipylon-Maler erstmals in einer besonderen Größe präsentiert.
In anderen Sprachen wird der Maler Meister genannt, etwa im englischen Dipylon Master oder Maître du Dipylon im französischen. Im deutschen wird als Dipylon-Meister zumeist ein Bildhauer bezeichnet.